# Neopucroliella calamuchitaensis
Neopucroliella calamuchitaensis is een hooiwagen uit de familie Gonyleptidae.